# Фасетная классификация
Фасетная классификация (классификация двоеточием, классификация Ранганатана) — это совокупность нескольких независимых классификаций, осуществляемых одновременно по различным основаниям, в которой:
- понятия представлены в виде пересечения ряда признаков (фасетной, см. фасет структуры);
- классификационные индексы синтезируются посредством комбинирования фасетных признаков в соответствии с фасетной формулой.

Говоря языком теории множеств, фасетная классификация — множество, элементами которого являются множества.
Теория построения разработана индийским учёным и библиотековедом Ш. Р. Ранганатаном («Классификация двоеточием», 1933). Основой классификации является привычное человеку отнесение объекта к разным категориям (задание множества и его элементов).
Современная классификационная мысль в определенной мере развивается под влиянием идей Шиали Рамамрита Ранганатана (англ. Shiyali Ramamrita Ranganathan), изложенных в его трудах, среди которых можно назвать три первых по значимости: «Классификация при помощи двоеточия», «Пять законов библиотечной науки» и «Правила систематического каталога». Сформулированные в работах Ранганатана пять законов библиотечной науки гласят: 1) Книги предназначены для пользования ими; 2) Книги предназначены для всех, или каждому читателю — его книгу; 3) Каждой книге — её читателя; 4) Берегите время читателя; 5) Библиотека — растущий организм. Идеи каталогизации и классификации занимали умы многих ученых, таких как М. Дьюи, Ч. Кеттер, Г. Блисс, Д. Браун, учитель Ранганатана В. Сейерс и многие другие. В 1963 году Ранганатан выступил с динамической теорией классификации, доказывающей невозможность существования любой системы без постоянного улучшения. В последние годы жизни учёный разрабатывал теорию классификации (depth classification), глубокой в плане отражения всех сторон содержания объекта, способной фиксировать нюансы в раскрытии темы.

## Многоаспектное индексирование по естественным наукам
Из книги Льва Владимировича Баньковского "История и экология", ISBN 5-89469-047-1:
Наиболее яркий образ системологии – это огромная, чёткоструктурированная библиотека. Директор библиотеки Мадрасского университета, математик, Шиали Рамамрита Ранганатан ещё в тридцатые годы разработал очень своеобразный метод многоаспектной, фасетной классификации библиотечных фондов. Фасетный принцип Ранганатана обнаружил редкие преимущества в соединении с современной электронной техникой и существенно облегчил решение проблемы индексирования, хранения и поиска многоцелевой информации. Система Ранганатана в предельно сжатом виде выглядит так (см. таблица "Многоаспектное индексирование научной информации по естественным наукам").
| Многоаспектное индексирование научной информации по естественным наукам | Многоаспектное индексирование научной информации по естественным наукам | Многоаспектное индексирование научной информации по естественным наукам               | Многоаспектное индексирование научной информации по естественным наукам | Многоаспектное индексирование научной информации по естественным наукам |
| 1 Информация (общие вопросы)                                            | 2 Структура (географическое и геологоструктурное положение субъекта)    | 3. Происхождение или Генезис и История (особенности возникновения и развития объекта) | 4. Энергия (динамические свойства объекта)                              | 5. Материал (вещественные состав и свойства объекта)                    |
| ----------------------------------------------------------------------- | ----------------------------------------------------------------------- | ------------------------------------------------------------------------------------- | ----------------------------------------------------------------------- | ----------------------------------------------------------------------- |
| 01 Словари                                                              | 01 Страны                                                               | 01 Возраст                                                                            | 01 Общие особенности эволюции                                           | 01 Агрегатное состояние                                                 |
| 02 Справочники                                                          | 02 Карты                                                                | 02 Происхождение                                                                      | 02 Колебания параметров эволюции                                        | 02 Элементарный состав                                                  |
| 03 Периодические издания                                                | 03 Схемы                                                                | 03 Факторы развития                                                                   | 03 Вековое изменение свойств                                            | 03 Химический состав                                                    |
| 04 Учебники                                                             | 04 Разрезы                                                              | 04 Общая направленность                                                               | 04 Механические свойства                                                | 04 Изотопный состав                                                     |
| 05 Руководства                                                          | 05 Условные знаки                                                       | 05 Этапы развития                                                                     | 05 Термодинамические свойства                                           | 05 Органические составляющие                                            |
| 06 Монографии                                                           | 06 Объяснительные записки                                               | 06 Стадии развития                                                                    | 06 Проходящие явления                                                   | 06 Ассоциации элементов                                                 |
| 07 Диссертации                                                          | 07 Атласы карт                                                          | 07 Цикличность                                                                        | 07 Связь с внешней средой                                               | 07 Текстурные особенности                                               |
| 08 Авторефераты                                                         | 08 Районирование                                                        | 08 Периодичность                                                                      | 08 Связь с внутренними процессами                                       | 08 Особенности среды                                                    |
| 09 Библиография                                                         | 09 Закономерности пространственного распределения объектов              | 09 Обратимость                                                                        | 09 Энергетика процессов                                                 | 09 Миграция                                                             |
| 10 Техника информации                                                   | 10 Техника структурных исследований                                     | 10 Техника исторических исследований                                                  | 10 Техника исследований                                                 | 10 Техника исследований                                                 |
| 11 Методика информационной работы                                       | 11 Методика структурных исследований                                    | 11 Методика исторических исследований                                                 | 11 Методика динамических исследований                                   | 11 Методика исследований                                                |
| 12 Прогнозирование информационной деятельности                          | 12 Прогнозирование изменения положения объекта                          | 12 Прогнозирование развития объекта                                                   | 12 Прогнозирование динамических свойств объекта                         | 12 Прогнозирование вещественных свойств объекта                         |
| 13 Источники информации                                                 |                                                                         |                                                                                       |                                                                         | 13 Физико-химические особенности                                        |
| 14 Кадры                                                                |                                                                         |                                                                                       |                                                                         | 14 Кристаллохимические особенности                                      |
| 15 Конференции                                                          |                                                                         |                                                                                       |                                                                         | 15 Петрохимические особенности                                          |
| 16 Съезды                                                               |                                                                         |                                                                                       |                                                                         |                                                                         |
| 17 Совещания                                                            |                                                                         |                                                                                       |                                                                         |                                                                         |
| 18 Коллекции                                                            |                                                                         |                                                                                       |                                                                         |                                                                         |

## Пример
Классификация фильмов:
- тип: документальный, игровой, мультипликация (анимация)
- жанр: боевик, комедия, романтика, фантастика
- продолжительность
- год
- страна
- автор
- другие параметры: немой/звуковой, цветной/чёрно-белый, стерео/5.1 и тому подобное.

Таким образом, каждый фильм находится в категории типа, жанра и современного технического уровня. Так как данные категории независимы, то для каждого конкретного фильма информация будет представлена в виде пересечения данных признаков, которые не исключают друг друга.
Классификация чисел, объектов:
- ось абсцисс: 1, 2, 3 …
- ось ординат: 1.0, 2.0, 3.0 …
- ось апликат: а, б, в …
- мнимая ось: …